# Flexitarisme

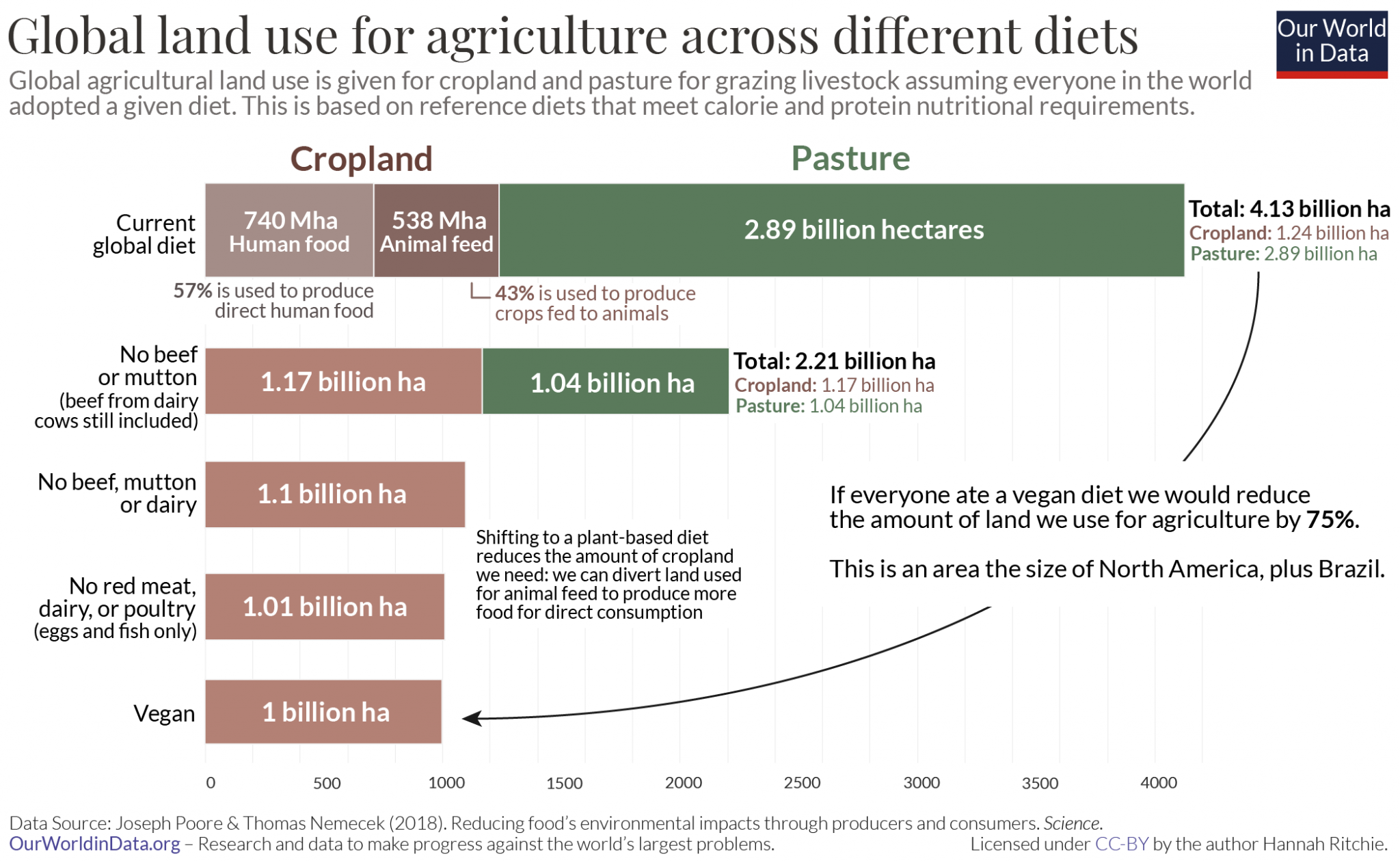
La superficie des terres agricoles nécessaires dans le monde serait réduite de près de moitié si aucune viande de bœuf ou de mouton n'était consommée.

Le flexitarisme (mot-valise associant flexible et végétarisme), ou semi-végétarisme, est une pratique alimentaire dont la base quotidienne est végétarienne, mais qui autorise une consommation occasionnelle de chair animale (viande, poisson, etc.). On qualifie ainsi de flexitarien une personne qui a fortement réduit sa consommation de viande sans pour autant être devenu végétarien.

## Origine
Cette pratique se développe dans les années 1990 aux États-Unis. Le point de départ viendrait de l'action militante du journaliste Mark Bittman, inventeur du terme et auteur de nombreux ouvrages sur les conséquences de la production industrielle de bœufs et de poulets.

## Définition
Dans son édition de 2018, le dictionnaire Robert a intégré le mot « flexitarien », donnant cette définition : « adj. et n. (anglais flexitarian, mot-valise, de flexible et vegetarian) Qui limite sa consommation de viande, sans être exclusivement végétarien. »
Dans une étude parue en 2019, le régime dit « planétaire » est défini. Il est décrit comme une forme de régime flexitarien : « Il s'agit d'un régime flexitarien, essentiellement à base de plantes, mais pouvant éventuellement contenir de modestes quantités de poisson, de viande et de produits laitiers. » L'objectif de ce régime est d'allier protection de la santé et de l'environnement.

## Principe
Ce terme désigne la pratique alimentaire de personnes qui sont principalement végétariennes mais qui mangent occasionnellement de la viande, du poisson et d'autres « produits animaux ». Généralement, un flexitarien mange des plats végétariens ou végétaliens dans son quotidien domestique, mais s'autorise des plats incluant de la chair animale lors d'occasions particulières comme au restaurant, lors de repas de famille ou chez des amis, ou encore parce que le choix de plat végétarien n'est simplement pas disponible sur le lieu de restauration,.
Les flexitariens partagent généralement les préoccupations des végétariens et végétaliens, à savoir le souhait d'un traitement plus juste des animaux, ou des préoccupations environnementales ou de santé, mais ils s'y astreignent de façon plus souple. Dans la pratique, beaucoup de végétariens « permanents » s'autorisent plus ou moins d'écarts avec leur régime alimentaire suivant les circonstances, du fait de la prégnance du régime carné dans la société actuelle et de la difficulté à compenser les carences alimentaires induites. Le fait même de tolérer la consommation des produits de la pêche, dans le cas du « pesco-végétarisme », demeure d'ailleurs un point de contention au sein du mouvement sur sa définition exacte,.
On peut rapprocher cette philosophie de la prescriptions religieuse qui impose de manger maigre pendant le Carême, sauf le dimanche. D'une manière analogue, un flexitarien tend à manger végétarien durant la semaine ouvrée, mais s'autorise des écarts lors des sorties festives, qui ont lieu généralement le week-end en dehors période de vacances. Concrètement, le flexitarisme pourrait ainsi être comparé à un régime de Carême généralisé à toute l'année.[réf. nécessaire]
Le flexitarisme est encouragé par des initiatives à échelle mondiale comme le lundi sans viande, qui vise à sensibiliser les populations aux impacts environnementaux et sanitaires de la consommation de produits carnés. L'idée est d'inviter à réduire la consommation de viande en proposant une action simple et à la portée de tous,.

### Les 3 types de flexitarisme
- Le flexitarisme dit « total » : il s'agit d'un régime où la personne n'inclut pas de consommation de viande dans son quotidien, mise à part lors d'événement particulier, comme des repas d'anniversaire ou des repas de Noël.
- Le flexitarisme dit « partiel » : il s'agit d'un régime qui inclut la consommation de viande dans son quotidien alimentaire, mais de façon modérée (ex. : 2 à 3 fois par semaine)
- Le flexitarisme dit « spécialisé » : il s'agit d'un régime qui diminue la consommation d'une viande ou une catégorie de viande en particulier (ex. : moins de viande rouge)

## Pratiques alimentaires voisines

### Semi-végétarismes
- Pesco-végétarisme : régime alimentaire excluant la chair animale sauf les produits de la pêche ;
- Pollotarisme (de pollo, signifiant « poulet » en espagnol et en italien) : régime alimentaire excluant la chair animale sauf celle de volaille et, généralement, des produits de la pêche ;
  - Pesco-pollotarisme : terme désignant précisément le « végétarisme » s'autorisant à la fois les produits de la pêche et les volailles, bien qu'il soit rare qu'un pollotarien s'interdise le poisson. Il s'agit de la limite entre végétarisme et régime carné.

### Autres
- Régime kangatarien : pratique alimentaire originaire d'Australie dans laquelle, en plus des aliments autorisés dans un régime végétarien, la viande de kangourou est également consommée. Dans le contexte australien, la justification philosophique se trouve dans le fait que les kangourous sont considérés, à tort ou à raison, comme une espèce nuisible et envahissante, qu'il convient de réguler par la chasse. En France, on pourrait transposer ce raisonnement à des animaux tels que le sanglier et le chevreuil ;
- Régime préindustriel ou « paysan » : régimes à base de végétaux dans lesquels les produits d'origine animale ne constituent pas une grande partie de l'alimentation mais restent conceptuellement acceptable selon certaines définitions, classiquement lors d'occasions festives. Cela consiste à reprendre les anciennes habitudes alimentaires qui existaient avant que la production de masse ne démocratise la consommation régulière de viande et de produits animaux transformés ;
- Régime planétaire : paradigmes alimentaires qui ont les objectifs suivants : nourrir une population mondiale croissante, réduire considérablement le nombre de décès dans le monde causés par une mauvaise alimentation et être respectueux de l'environnement afin d'empêcher l'effondrement écologique.

|                    | Chair animale | Chair animale | Chair animale | Autres produits d'origine animale |
| Régime alimentaire | Poissons      | Volaille      | Nuisibles     | Autres produits d'origine animale |
| ------------------ | ------------- | ------------- | ------------- | --------------------------------- |
| Pesco-végétarisme  | Oui           | Non           | Non           | Oui                               |
| Pollotarisme       | Non           | Oui           | Non           | Oui                               |
| Pesco-pollotarisme | Oui           | Oui           | Non           | Oui                               |
| Kangatarisme       | Non           | Non           | Oui           | Oui                               |
| Végétarisme        | Non           | Non           | Non           | Oui                               |

## Reconnaissance du terme
En 2003, l'American Dialect Society a choisi le mot (anglais) flexitarian comme le néologisme le plus utile de l'année, le définissant comme « un végétarien qui mange occasionnellement de la viande ».
En 2018, une étude de l'université Dalhousie, menée par Sylvain Charlebois, estime que 10,2 % des Canadiens se considèrent flexitariens.
Début 2019, le lobby de l'Association nationale interprofessionnelle du bétail et des viandes finance un sondage Ipsos qui confirme l'importance du flexitarisme ; L'Interprofession lance cette année là une campagne marketing intitulée « Naturellement flexitariens », où le sens du mot est détourné. Elle y promeut le « flexitarisme » comme une alternative aux régimes exclusivement végétariens.
Deux ans plus tard, une nouvelle étude IPSOS (2021) sur le comportement alimentaire des Français de plus de 18 ans, commandée par Interbev ((Interprofession de la filière Elevage-Viande) montrait que 1/3 des français affirment savoir précisément ce qu'est le flexitarisme, et 2/3 disaient avoir déjà entendu parler (soit une forte hausse par rapport au même sondage fait en 2019 : +28 points). Parmi ces deux tiers, 59 % (+17 points par rapport à 2019) définissaient le flexitarien comme une personne qui mange de tout.

## Critiques, définition floue, dissonnance cognitive...
Une critique, notammente publiée par Les Inrockuptibles en 2015  porte sur l'absence de définition précise du concept.
Dans son ouvrage Le Végétarisme et ses ennemis, Renan Larue développe l'histoire du végétarisme et analyse le concept de flexitarisme comme la traduction d'un malaise. Le chercheur y voit une « dissonance cognitive », soit un différentiel entre nos actes et les valeurs auxquelles on dit croire.

## Flexitarien et filière bétail-viande
L'un des principaux représentant du lobby de la filière bétail-viande, l'Association nationale interprofessionnelle du bétail et des viandes (Interbev), a lui-même lancé en 2019 une campagne « Naturellement flexitarien » avec le message : « Être flexitarien en 2023, c'est être un consommateur éclairé qui mange de tout, librement et en conscience de l'impact de son assiette sur la planète (...) Il privilégie autant le plaisir que la qualité, l'équilibre et la variété, le local et la durabilité », mais sans nulle part encourager à manger moins de viande, note le Journal Ouest-France qui ajoute que « dans "flexitarien", il y a manger mieux, oui, mais surtout manger moins. Car, pour rappel, le flexitarisme désigne un mode d'alimentation principalement végétarien, mais incluant occasionnellement de la viande ou du poisson (Larousse) ». Selon le rapport d'activité d'Interbev, intitulé Côtes à côtes : « Deux vagues de films publicitaires diffusés sur vingt-deux chaînes de télévision et sur internet du 11 avril au 10 mai, puis du 26 septembre au 25 octobre, ont été complétées de publications sur les réseaux sociaux portant les messages sociétaux de la filière et sa vision du flexitarisme. Une synergie qui maximise d'excellents résultats : 218 millions de contacts TV sur les seuls adultes de 25 à 49 ans, 31 millions de contacts vidéo sur internet, 93 millions de contacts sur Facebook et Instagram (près de 12 millions de personnes touchées), 11 millions de contacts sur Snapchat (plus de 1,7 million de personnes touchées). Les mesures d'impact attestent du bien-fondé de la démarche. Jugée créative et positive pour l'image et la désirabilité de la viande, la campagne recueille d'excellents scores d'appréciation : 89 % des personnes interrogées aiment le slogan et ont compris les messages. Pour 79 %, la campagne incite à acheter de la viande et 85 % sont convaincus que manger de la viande s'inscrit dans une démarche d'alimentation équilibrée ». Dans ce rapport Interbev explique que cette campagne a été « accompagnée du slogan "Et si la liberté, c'était d'être flexitarien ?", la campagne libère les consommateurs des injonctions auxquelles ils peuvent être soumis et suggère ainsi qu'être flexitarien, c'est être libre de manger comme on veut, mais en privilégiant une alimentation variée, avec une viande de qualité ». 
Dans les années 2020, la filière viande cherche à améliorer son image auprès des jeunes, dont via les réseaux sociaux ; selon son rapport d'activité 2021, elle y affine une stratégie d’influence, rodée durant les vagues de confinement dues à la pandémie de Covid-19 : un groupe d'influenceuses baptisé les « Filles à côtelettes », « ni parfaites, ni refaites », relayés par neuf ambassadrices s'exposent depuis 2018 autour de moments de partage de recettes à base de viande et d'échanges de bons plans et soirées « after work » où l'on peut aussi apprendre à faire du pain ou aménager un terrarium. D'autres campagnes (sur le boeuf notamment) sont relayées sur les réseaux sociaux par des chefs cuisiniers influenceurs.
Pour Michel Duru (directeur de recherche à l'Institut national de recherche pour l'agriculture, l'alimentation et l'environnement (INRAE), les lobbystes de la filière viande « sèment le doute. C'est comme des fake news ». 
La filière est aussi (via Interbev depuis 2014), présente dans les écoles avec des débats organisés en classe, des visites d'élevages et d'abattoirs, des rencontres avec des professionnels de la filière dans le cadre d'une campagne baptisée Made in Viande (qui, selon Interbev, touche plus de 250 établissements scolaires par an dans tout le pays) ; avec un site monassiette-maplanete.fr.